# Medalla Victoria de Horticultura

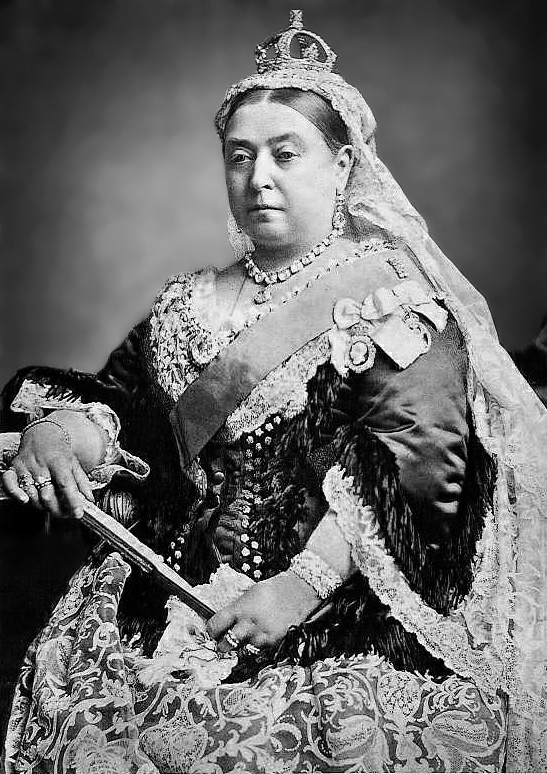
Imagen en ocasión del Jubileo de oro de la reina Victoria.

La Medalla Victoria de honor (en inglés, Victoria Medal of Honour —VMH—) es otorgada por la Real Sociedad de Horticultura a las personalidades más importantes de la Horticultura del Reino Unido. Este premio fue establecido en 1897 en ocasión del sexagésimo tercer aniversario del reinado de la reina Victoria (1819-1901).
Su regla de oro es solo otorgarla a sesenta y tres horticulturistas. Por ende, no se ha otorgado en muchos años, pero pueden darse varias en un mismo año.

## Laureados

### 1897-2002
- 1897. John Gilbert Baker 1834-1920
- 1897. Henry John Elwes 1846-1922
- 1897. Walter Speed Jardinero Jefe de Penrhyn Castle, Gales[1]
- 1897. Gertrude Jekyll
- 1902. Mordecai Cubitt Cooke 1825-1914[2]
- 1906. Richard Irwin Lynch 1850-1924
- 1912. Sir David Prain 1857-1944
- 1912. Ernest Henry Wilson 1876-1930
- 1917. Alfred Barton Rendle 1865-1938
- 1921. George Forrest (1873-1932)[3]
- 1925. Sir William Wright Smith 1875-1956
- 1925. Richard Eric Holttum 1895-1990
- 1944. John Hutchinson[4]
- 1955. Lilian Snelling[5]
- Alan Bloom[6][7]
- 1968. Graham Stuart Thomas[8][9]
- 1979. Christopher Lloyd[10]
- Adrian Bloom[11]
- 1979. Christopher Hamilton Lloyd (1921-2006)
- 1987. Beth Chatto[12]
- Roy Lancaster (1988)[13]
- Fred Whitsey
- 1993. Alan Hardy[14]
- 1999. Ghillean Tolmie Prance[15]
- 2002. David Austin por su mejoramiento en rosas[16][17]

### 2003
- Peter Beales por su mejoramiento en rosas y promoción en los medios de la jardinería[18]
- Peter Seabrook por su obra en mejoramiento de rosas[18]
- Andrew Dunn por su trabajo pionero de requejes libres de virus[18]

### 2004
- Ray Bilton por su obra con híbridos de orquídeas[19]
- David S. Ingram por sus estudios pioneros en fitopatología[19]
- Alan Titchmarsh por su aporte a la educación en jardinería en los medios[19][20]

### 2005
- Martin Lane Fox por su obra en paisajismo[21][22]
- Tony Lord por su obra como fotógrafo de jardines y consultor de horticultura[21][22]
- Edmund Leopold de Rothschild por su obra pro híbridos de rododendrones[21][22]
- Tom Wood por su obra administrativa promoviendo la horticultura[21][22]

### 2006
- Jim Buttress, por su obra como juez en ehibiciones de jardines[23]
- Miss Sibylle Kreutzberger, por su obra en el "Castillo Sissinghurst de Kent"[23]
- Miss Pamela Schwerdt, por su obra en el "Castillo Sissinghurst de Kent"[23]
- Dr. Henry Oakeley, por su obra científica sobre los géneros de orquídeas Lycaste, Ida y Anguloa[23]